# کیپ رویال (تگزاس)
کیپ رویال (به انگلیسی: Cape Royale) یک منطقهٔ مسکونی در ایالات متحده آمریکا است که در تگزاس واقع شده‌است. کیپ رویال ۶۷۰ نفر جمعیت دارد.